# إعادة توحيد الهند

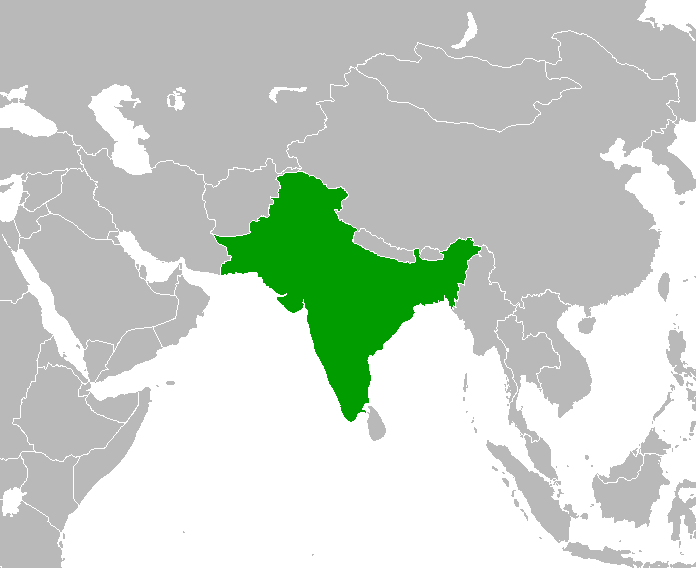
الهند في عام 1947، قبل التقسيم، والاي تشمل اليوم جمهورية الهند الحديثة، مع الأرض التي أصبحت باكستان وبنغلاديش.

يشير التوحيد الهندي لتوحيد محتمل بين الهند (جمهورية الهند) مع ما هو الآن باكستان وبنغلاديش (باكستان الشرقية سابقًا)، والتي تم تقسيمها من الهند البريطانية في عام 1947.

## الخلفية

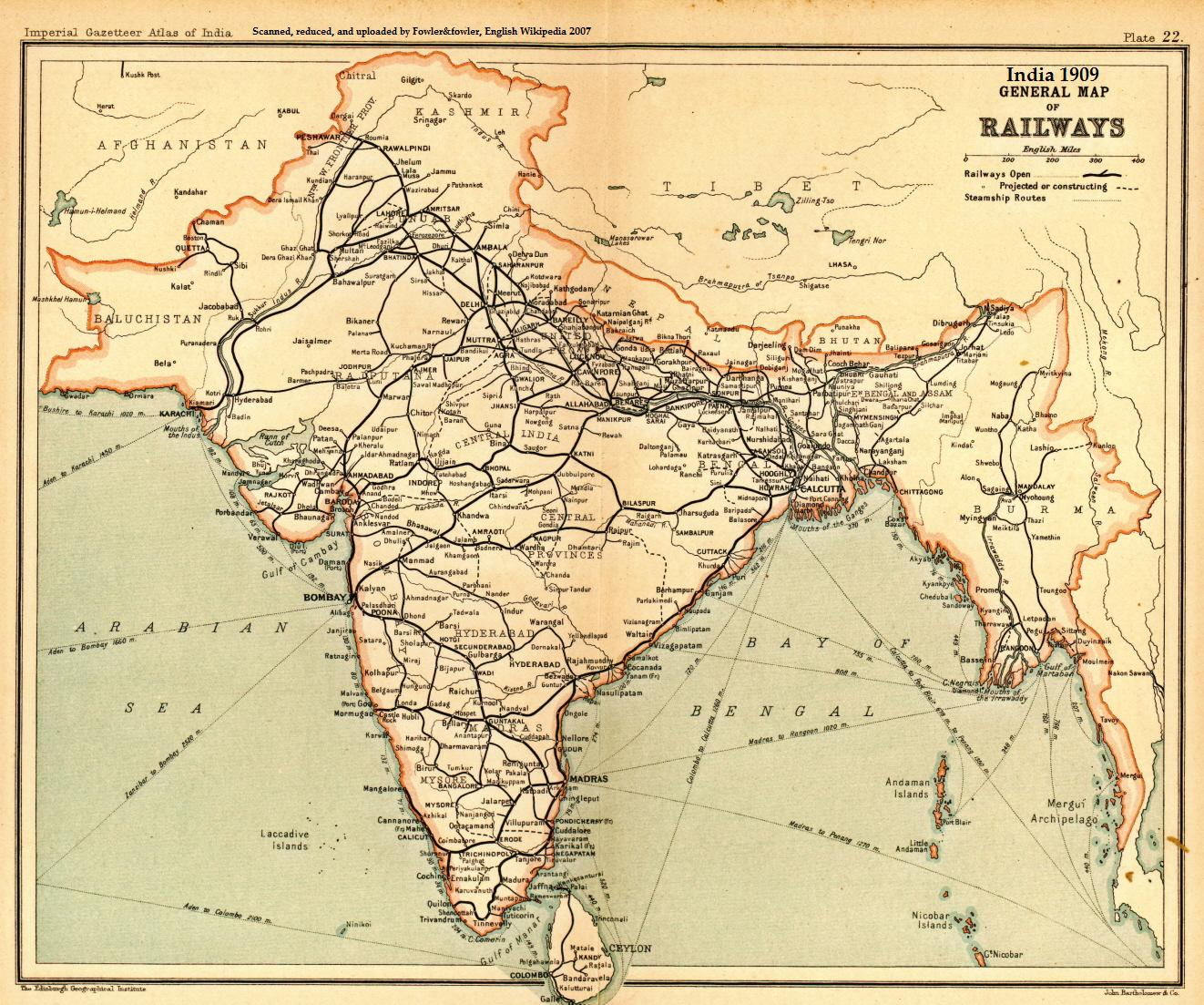
خريطة الهند البريطانية (1909)

في عام 1947، تم تقسيم الهند البريطانية إلى دومينيون الهند الحديثة وباكستان، وقد تضمنت الأخيرة شمال غرب الهند وجزءً من شرق الهند. غالبًا ما كان أولئك الذين عارضوا تشريح البلاد يلتزمون بعقيدة القومية المركبة. عارض تقسيم الهند كل من المؤتمر الوطني الهندي، وكذلك مؤتمر مسلمي آزاد لعموم الهند. صرح رئيس مؤتمر مسلمي آزاد لعموم الهند ورئيس وزراء السند، شديد الله بخش سومرو، أنه «لا يمكن لأي قوة على وجه الأرض أن تسرق من أي شخص إيمانه ومعتقداته، ولا يجوز لأي قوة على الأرض أن تسرق من المسلمين الهنود حقوقًا للمواطنين الهنود». عارض زعيم حركة الخاكسار العلامة المشرقي تقسيم الهند لأنه شعر بإمكانية التعايش في الهند الحرة والموحدة بين المسلمين والهندوس بسبب عيشهم معًا بسلام في الهند لعدة قرون، (راجع الوحدة الهندوسية الإسلامية). رأى المشرقي أن نظرية الدولتين مؤامرة من البريطانيين من أجل سيطرتهم على المنطقة بسهولة أكبر، إذا تم تقسيم الهند إلى دولتين في مواجهة بعضهما البعض. كما رأى أن تقسيم الهند على أسس دينية من شأنه أن يولد الأصولية والتطرف على جانبي الحدود. يعتقد المشرقي أن «المناطق ذات الأغلبية المسلمة كانت بالفعل تحت الحكم الإسلامي، لذلك إذا أراد أي مسلم الانتقال إلى هذه المناطق، فإنهم أحرار في فعل ذلك دون الحاجة إلى تقسيم البلاد». بالنسبة له، كان القادة الانفصاليون «متعطشين للسلطة ويضللون المسلمين من أجل تعزيز سلطتهم من خلال خدمة الأجندة البريطانية».
جادل مؤلف كتاب القومية المركبة والإسلام، حسين أحمد المدني، وهو عالم مسلم ديوبندي ومؤيد لتوحيد الهند، أن البريطانيين حاولوا «تخويف المسلمين من خلال جعلهم يتخيلون الهند الحرة التي سيفقد فيها المسلمون هويتهم المنفصلة ويتم استيعابهم في الحظيرة الهندوسية» من أجل الحفاظ على سياسة فرق تسد، وهو تهديد «يهدف إلى نزع تسييس المسلمين، وإبعادهم عن النضال من أجل الاستقلال». في نظر مدني، أدى دعم نظرية الدولتين إلى ترسيخ الإمبريالية البريطانية.
من ناحية أخرى، قامت رابطة مسلمي عموم الهند الموالية للانفصاليين بحملة من أجل دولة منفصلة، باكستان، وطالبت بتقسيم الهند. منذ ذلك الوقت، دعا مختلف الأفراد والأحزاب السياسية، وكذلك الجماعات الدينية إلى إعادة توحيد الهند.
على سبيل المثال، كان المهاتما غاندي يرغب في الاستقرار في نواخلي من أجل بدء حملة لإعادة توحيد الهند بين الجالية المسلمة في باكستان.
شعر القوميون الهنود أن الباكستانيين سيزعزعون الاستقرار ويوحدون الهند بعد رحيل البريطانيين من شبه القارة الهندية؛ هكذا اعتقد كل من البريطانيين، وكذلك الكونغرس الوطني الهندي، أنه سيكون من الأفضل للبريطانيين الرحيل عاجلًا. من ناحية أخرى، أعرب محمد علي جناح من الرابطة الإسلامية عن رغبته في تأخير رحيل البريطانيين لأنه شعر أن ذلك سيسمح لدولة باكستان المنشأة حديثًا بالحصول على حصتها من الأصول المشتركة.
في أغسطس 1953، ذكرت عدة صحف في الهند أن الاجتماعات التي عقدت في يوم الهند الموحدة قدمت إعادة توحيد الهند كهدف للوطنيين. كتب أحدهم، باربات، أن: «القادة الباكستانيون يدركون جيدًا حقيقة أن غالبية السكان الهنود لا يقبلون تقسيم عام 1947 وسيخرجون علانية للتخلص منه في أول فرصة».
في الخمسينيات، أدرج سري أوروبيندو سيفاك سانغا في برنامجهم «إلغاء التقسيم المشؤوم وإعادة توحيد الهند». في 4 فبراير 1957، نشرت صحيفة مورنينج نيوز التابعة لرابطة مسلمي عموم الهند مقالًا جاء فيه أن «هناك حزب حتى في باكستان يعمل من أجل إعادة التوحيد وتزداد قوته»، في إشارة إلى رابطة عوامي، ربما في محاولة لانتقاده.
أشار اللورد ليستويل إلى أنه «من المأمول بشدة أنه عندما تتضح مساوئ الفصل في ضوء التجربة، أن تقرر دولتا الدومينيون لم الشمل بحرية في سيادة هندية واحدة، مما قد يحقق هذا الموقف بين دول العالم الذي تخوله أراضيها ومواردها».
تمت مناقشة موضوع إلغاء التقسيم وإعادة توحيد الهند من قبل كل من الهنود والباكستانيين، خاصة في الآونة الأخيرة.

## الآراء

### الأكاديميين
ذكر آرفيند شارما (أستاذ الأديان المقارن في جامعة ماكجيل) وهارفي كوكس (أستاذ اللاهوت في جامعة هارفارد) ومنصور أحمد (أستاذ في جامعة كونكورديا) وراجندرا سينغ (أستاذ اللسانيات في جامعة مونتريال) أن الشعور بالضيق والقلق والعنف الطائفي داخل جنوب آسيا هو نتيجة لتقسيم الهند، الذي حدث دون استفتاء في الهند ما قبل الاستعمار عام 1947؛ صرح هؤلاء الأساتذة أن «سكان شبه القارة الهندية يتم تذكيرهم بشكل مؤثر في هذه اللحظة بالظلم الجسيم الذي تعرضوا له في عام 1947، عندما تم تقسيم الهند البريطانية دون أخذ رغبات سكانها في الاعتبار». أعرب شارما، وكوكس، وأحمد، وسينغ كذلك عن «أسفهم لأن مصير ربع سكان العالم قد تم تحديده بشكل تعسفي من قبل ممثل قوة إمبريالية ومن قبل أولئك الذين لم يتم انتخابهم على النحو الواجب من قبل امتياز الكبار». بالنظر إلى ذلك، طالب شارما وكوكس وأحمد وسينغ في صحيفة نيويورك تايمز في عام 1992 بإجراء «استفتاء عام على كامل الأراضي التي تتألف من الهند البريطانية حول مسألة تقسيمها إلى الهند وباكستان». جادل هؤلاء الأساتذة بأنه «نظرًا لأن مشكلة كشمير مرتبطة بشكل حتمي بتقسيم الهند، فقد كان من الضروري أن يكون لجميع الهنود رأي في مستقبلهم في الهند الذي سبق التقسيم.»

### المفكرين السياسيين

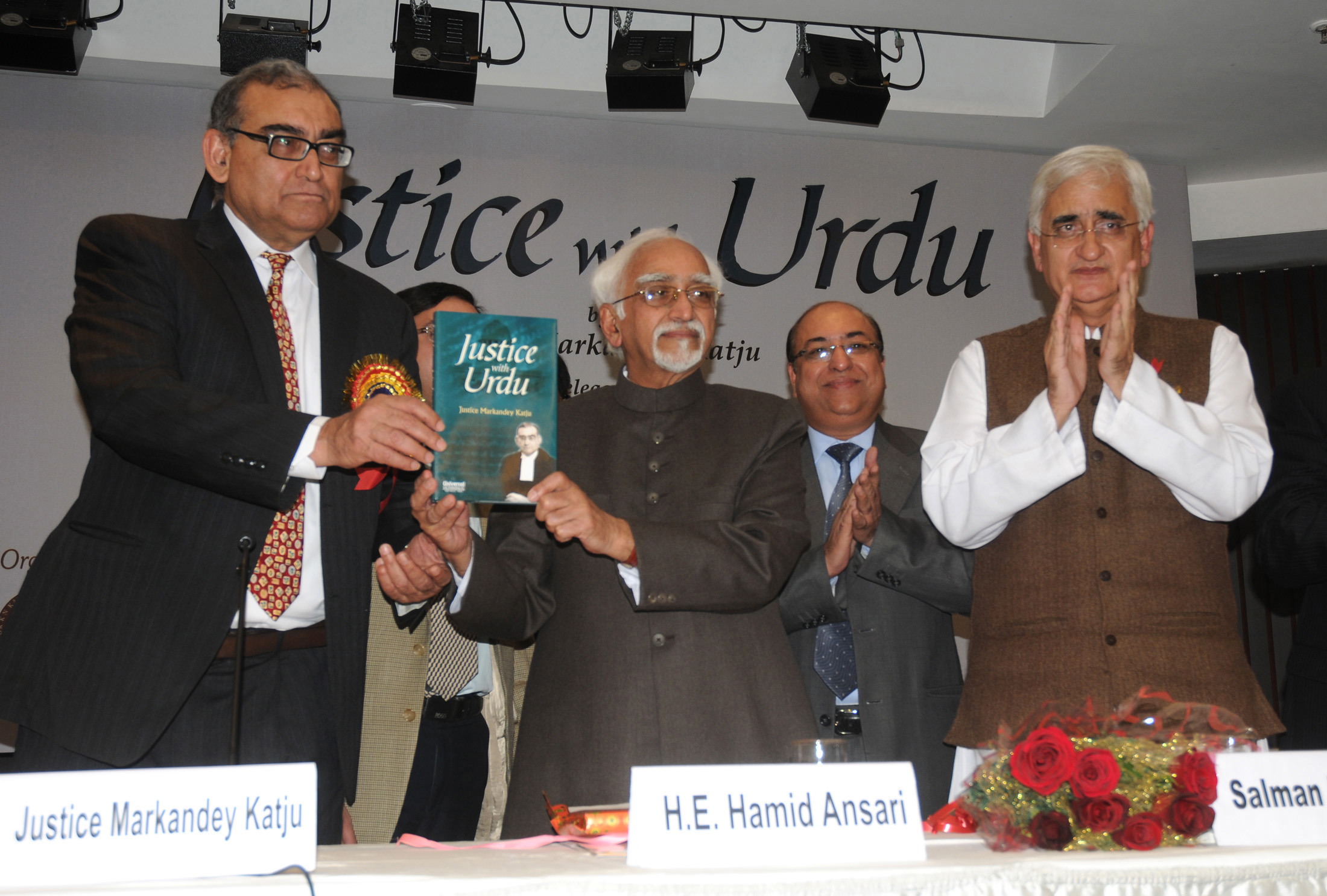
ماركاندي كاتجو، القاضي السابق بالمحكمة العليا الهندية، يشغل منصب رئيس جمعية إعادة التوحيد الهندية.

في ذا نايشن، دعا المفكر الكشميري الهندي ماركاندي كاتجو إلى إعادة توحيد الهند مع باكستان في ظل حكومة علمانية. كما ذكر أن سبب التقسيم هو فرق تسد وهي سياسة للحكومة البريطانية الاستعمارية، والتي تم تنفيذها لنشر الكراهية الطائفية بعد أن رأت بريطانيا أن الهندوس والمسلمين يعملون معًا للتحريض ضد حكمهم الاستعماري في الهند. يعمل كاتجو كرئيس لجمعية إعادة التوحيد الهندية، التي تسعى إلى القيام بحملة من أجل هذه القضية.
كما دافع المؤرخ الباكستاني نسيم يوسف، حفيد العلامة المشرقي، عن إعادة توحيد الهند وقدم الفكرة في 9 أكتوبر 2009 في جامعة كورنيل خلال انعقاد مؤتمر نيويورك للدراسات الآسيوية. صرح يوسف أن تقسيم الهند نفسها كان نتيجة للمصالح البريطانية وسياسة فرق تسد التي سعت إلى إنشاء دولة عازلة أخرى بين الاتحاد السوفيتي والهند لمنع انتشار الشيوعية، وكذلك حقيقة أن «تقسيم الشعب والأراضي سيمنعان الهند الموحدة من الظهور كقوة عالمية وسيُبقي الدولتين معتمدين على قوى محورية». واستشهد يوسف برئيس المؤتمر الوطني الهندي السابق أبو الكلام آزاد، الذي كتب بنفس السياق:
يرى يوسف أن «محمد علي جناح، رئيس رابطة مسلمي عموم الهند ومؤسس باكستان لاحقًا، كان يضلل الجالية المسلمة لكي يدخل التاريخ كمخلص للقضية الإسلامية ويصبح مؤسسًا وأول حاكم جنرال لباكستان». وهكذا رأى العلامة المشرقي، وهو مسلم قومي، أن جناح «أصبح أداة في أيدي البريطانيين لمسيرته السياسية». وبجانب الرابطة الإسلامية الموالية للانفصال، فقد رفضت القيادة الإسلامية في الهند البريطانية فكرة تقسيم البلاد، والتي تمثلت في حقيقة أن معظم المسلمين في قلب شبه القارة الهندية بقوا في مكانهم، بدلًا من الهجرة إلى دولة باكستان المنشأة حديثًا. تخصص الهند وباكستان حاليًا قدرًا كبيرًا من ميزانيتهما للإنفاق العسكري، وهي أموال يمكن إنفاقها في التنمية الاقتصادية والاجتماعية. إن الفقر والتشرد والأمية والإرهاب والافتقار إلى المرافق الطبية، في نظر يوسف، لن تصيب الهند الموحدة لأنها ستكون محظوظةً «اقتصاديًا وسياسيًا واجتماعيًا». صرح يوسف أن الهنود والباكستانيين يتحدثون لغة مشتركة، الهندوستانية، و«يرتدون نفس الثياب، ويأكلون نفس الطعام، ويستمتعون بنفس الموسيقى والأفلام، ويتواصلون بنفس الأسلوب وعلى نفس الموجة». هو يجادل بأن الاتحاد سيكون تحديًا، وإن لم يكن مستحيلًا، مستشهداً بسقوط جدار برلين وما تبعه من إعادة توحيد ألمانيا كمثال.
كتب الصحفي الفرنسي فرانسوا غوتييه ما يلي:
اقترح لال خان، وهو ناشط سياسي باكستاني ومؤسس المنظمة الماركسية النضال، أن إلغاء التقسيم ضرورة لأنه سيحل نزاع كشمير، وكذلك يقلل من قوة «الآلة الأمنية البيروقراطية»، وبالتالي يضنن مجتمعًا علمانيًا واشتراكيًا وديمقراطيًا حقيقيًا. أعلن خان، الذي دعا إلى ثورة مشتركة، أن «خمسة آلاف سنة من التاريخ المشترك والثقافة والمجتمع أقوى من أن تنقسم بهذا التقسيم». وصفت آرائه كتابه «أزمة في شبه القارة الهندية، التقسيم: هل يمكن التراجع عنها؟» حيث يقول خان إن «التحول الثوري للاقتصادات والمجتمعات هو شرط أساسي مسبق لإعادة توحيد شبه القارة الهندية».
علق التربوي با إنامدار في كلية رانجونوالا لعلوم طب الأسنان في يوليو 2017 أن إعادة توحيد باكستان وبنغلاديش مع الهند من شأنه أن «يحافظ على ازدهار الهند وسلامها».
تصوّر الفريق أسد دوراني، المدير العام السابق لكل من المخابرات الباكستانية ووكالة الاستخبارات الباكستانية، في 2018 كونفدرالية هندية باكستانية مستقبلية تمتلك عملة وقوانين مشتركة. صرح دوراني أن مثل هذا الاتحاد الهندي الباكستاني من شأنه أن يخفف من حدود الهند وباكستان ويدمج في النهاية القوات المسلحة لكلا الكيانين، مما يمهد الطريق لإعادة توحيد الهند، حيث ستكون العاصمة هي دلهي.
قال رئيس حزب المؤتمر الوطني في مومباي، نواب مالك في عام 2020 أن حزب المؤتمر الوطني يدعو إلى «دمج الهند وباكستان وبنغلاديش». قارن مالك ذلك بإعادة توحيد ألمانيا: «إذا كان من الممكن هدم جدار برلين، فلماذا لا تتحد الهند وباكستان وبنغلاديش؟».

### الجماعات الدينية
لاحظ كينجسلي مارتن أن «الهندوس... لم يغفروا للرابطة الإسلامية بسبب تدميرها وحدة شبه القارة الهندية عندما وافق البريطانيون على الاستقلال». لقد دمر العديد من الهندوس حقيقة أن «جزءً من الوطن الأم الذي تصوره الكتب المقدسة الهندوسية القديمة» قد تم فصله عن الهند. اعتبرت منظمة بهاراتيا جاناتا سانغ، وهي منظمة سياسية هندوسية، إنشاء أخاند بهارات أحد أهدافها. في هذا السياق، كانت حدود أخاند بهارات هي حدود الهند، قبل تقسيمها عام 1947. صرح رام مادهاف، المتحدث باسم منظمة منظمة التطوع الوطنية، وهي منظمة قومية هندوسية، أن «المنظمة لا تزال تعتقد أنه في يوم من الأيام، ستجتمع هذه الأجزاء، التي انفصلت لأسباب تاريخية فقط منذ 60 عامًا، مرة أخرى، من خلال النوايا الحسنة الشعبية، وسيتم إنشاء أخاند بهارات».
اجتمعت مجموعة من 200 رجل دين إسلامي في بونه في يوليو 2017 وأصدروا بيانًا يدعو إلى إعادة توحيد الهند:
كان الموسيقار مهدي حسن، عند زيارته أجمر شريف دارجة، يصلي دائمًا من أجل «إعادة توحيد الهند وباكستان بشكل سلمي أو بآخر».
صاغت جماعة لشكر طيبة الإسلامية نبوءة غزوة الهند، على أنها نبوءة هُزمت فيها الهند واتحدت مع باكستان، ووحدت شبه القارة الهندية تحت الحكم الإسلامي.

## روابط خارجية
- إعادة توحيد الهند؛ منظور كشمير لراسخ بركات، رياض أحمد، عافية جاويد، ومحسن إلهي - ربوة تايمز
- «انقسام الهند في مواجهة المعارضة: منظور مكشوف» نشرته "Harvard Asia Quarterly" (ربيع 2009، المجلد الثاني عشر، العدد 2)